# Маріо Сдрауліг
Маріо Сдрауліг (італ. Mario Sdraulig, 27 лютого 1917, Гримакко — 10 квітня 1987) — італійський футболіст, що грав на позиції півзахисника за  «Удінезе», «Болонью» та «Верону».

## Ігрова кар'єра
Народився 27 лютого 1917 року в Гримакко. Вихованець футбольної школи клубу «Удінезе». Дорослу футбольну кар'єру розпочав 1935 року в основній команді того ж клубу, в якій провів чотири сезони, взявши участь у 61 матчі Серії C. 
1939 був запрошений до вищолігової «Болонья», одного з лідерів тогочасного італійського футболу. Провів у складі болонської команди три сезони як гравець резерву, зокрема у переможному для команди чемпіонаті Італії 1940/41 взяв участь лише у двох іграх.
Завершив ігрову кар'єру після сезону 1942/43 року, проведеного у «Вероні», знову на рівні третього італійського дивізіону.
Помер 10 квітня 1987 року на 71-му році життя.

## Титули і досягнення
- Чемпіон Італії (1):

«Болонья»: 1940-1941